# Водовзводная башня в Коломенском
Водовзводная башня — архитектурный памятник на территории музея-заповедника Коломенское. Построена в 70-е годы XVII века для размещения водоподъёмного механизма, снабжавшего водой Государев двор.

## История
Водовзводная башня была построена в 1670-е годы как центр сложной гидротехнической системы, созданной для подачи воды в Государев двор. Размещавшийся в ней водоподъёмный механизм был, предположительно, изготовлен мастером Оружейной палаты Богданом Пучиным, присланным в 1675 году в Коломенское «к своему водовзводному делу». Башня располагалась на дороге между Коломенским и Дьяковым, проходящей через плотину в овраге, и композиционно выполняла роль связующего звена между соседними сёлами. Башня могла входить в южную линию ограды бывшей царской резиденции, которая отделяла Вознесенский сад от Вознесенской площади и являлась, по словам Ф. В. Берхгольца, «последними задними воротами у входа в сад», откуда начиналась старая дорога в Дьяково. Возможно, башня сменила Дьяковские ворота, входившие в ограду древнего Государева двора.
Башня также известна под названием «Соколиная башня», так как согласно легенде, появившейся в XIX веке, в ней содержались ловчие птицы для царской соколиной охоты.

## Архитектура

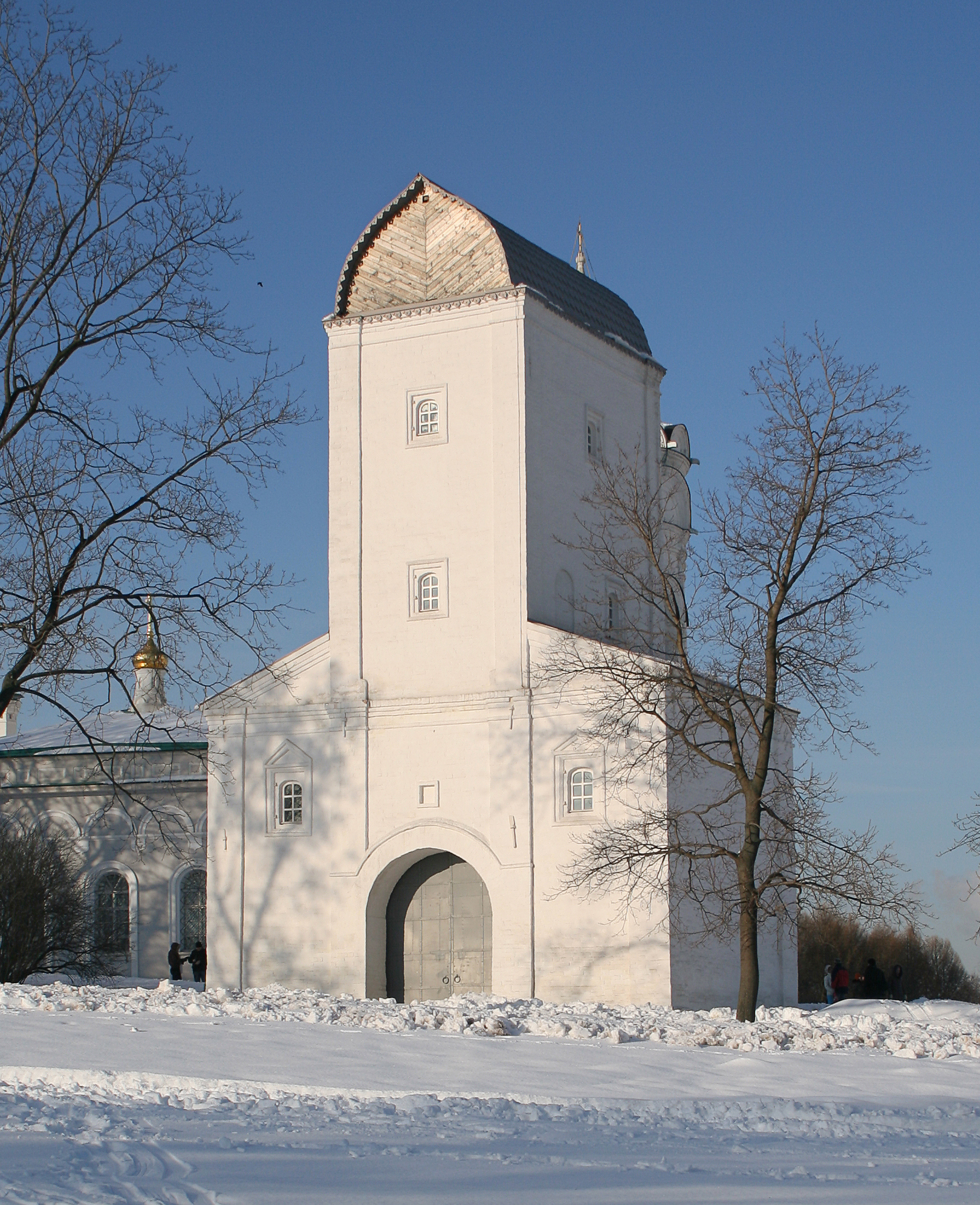
Южный фасад водовзводной башни

Кирпичное здание высотой 40 м внешне напоминает своеобразную проездную башню. Простая форма строения согласуется с её не лишённым изящества чрезвычайно скромным декором. Вертикальные пропорции башни вполне согласуются с аналогичными соотношениями бывшей колокольни Вознесенского храма, ныне колокольни церкви Георгия Победоносца. Как и в колокольне, в композиции водовзводной башни используются приёмы ордерной системы.
Здание состоит из нижнего массивного четверика и верхнего довольно высокого яруса, который завершается каменным сводом, воспроизводящим деревянное покрытие «бочкой». «Лемех» кровли в наши дни заменён его имитацией. По всему периметру кладка нижнего объёма укреплена прочными железными связями, анкера которых просматриваются в области карниза. Оба яруса башни завершаются упрощенным антаблементом, раскрепованным на пересечении с угловыми или средними лопатками, которые выглядят как пилястры. Пара средних лопаток нижнего четверика переходит в угловые лопатки верхнего яруса, боковые отделы нижнего объёма покрыты скатной кровлей, опирающейся на кирпичные «полуфронтоны».
Главные фасады башни, северный и южный, имеют практически идентичное оформление. Широкие проездные арки, обведенные кирпичным валиком, прорезают северный (главный) и южный фасады. Над арками помещены киоты для икон. На высоте киотов по бокам от проездных арок расположены окна, а на северном фасаде, обращённом к храму Вознесения, имеется дополнительная пара окон, обрамляющая арочный проём. Боковые фасады нижнего яруса оставлены без окон, в отличие от верхнего объёма, прорезанного оконными проёмами со всех сторон. Окна украшены рамочными наличниками, а в нижнем ярусе к ним добавлены треугольные фронтончики. Раньше окна закрывались ставнями.
В южной части восточного фасада верхнего четверика можно разглядеть заложенный арочный дверной проём. По-видимому, раньше он выводил на крышу восточного крыла башни, которая, скорее всего, была плоской и могла использоваться при работе водоподъёмного механизма. Сам механизм не сохранился и принцип его работы не установлен. Однако именно под восточным крылом башни сохранился глубокий (2 метра) перекрытый сводом белокаменный бассейн. На дне бассейна расположен узкий колодец, который мог доходить до водоносного слоя. Из бассейна под землю в сторону Вознесенского храма и в направлении села Дьяково уходят две керамические трубы.
От первоначальных деревянных перекрытий внутри башни остались лишь углубления в кирпичной кладке стен для крепления брёвен. Лестницы на второй ярус, вероятно, как и в наши дни, размещались в боковых отделах нижнего четверика. Вход в восточное крыло башни расположен внутри проезда, а в западное крыло можно попасть со стороны западного фасада.

## Музей
В настоящее время в помещении башни расположена экспозиция государственного художественного историко-архитектурного и природно-ландшафтного музея-заповедника Коломенское под названием «Государево водовзводное дело. К истории водоснабжения в XVII—XX веках».